# Pablo Gozálbez
Pablo Gozálbez Gilabert (Valencia, España, 30 de abril de 2001) es un futbolista español que juega como centrocampista en el F. C. Arouca de la Primeira Liga de Portugal.

## Trayectoria
Nacido en Valencia, se unió al fútbol base del Valencia C. F. en 2007 a los ocho años de edad. 
Debutó con el filial el 5 de enero de 2020 al entrar como suplente en la segunda mitad de una derrota por 1-0 frente a la U. E. Cornellà en la Segunda División B.
Ascendió definitivamente al filial para la Segunda División B de España 2020-21 y anotó su primer gol el 8 de noviembre  de 2020 en una derrota por 2-1 frente al Orihuela C. F. El 5 de julio de 2023 renovó su contrato con el club hasta 2025. Logró debutar con el primer equipo el 11 de agosto de 2023 al entrar como suplente en la segunda mitad de una victoria por 2-1 frente al Sevilla F. C. en la Primera División de España.
En junio de 2024, tras quince años en el club y después de haber jugado ocho partidos con el primer equipo en el último de ellos, se marchó al F. C. Arouca portugués.

## Clubes
Actualizado al último partido disputado el 26 de abril de 2025.
| Club                    | País     | Año       | Partidos | Goles |
| ----------------------- | -------- | --------- | -------- | ----- |
| Valencia C. F. Mestalla | España   | 2020-2024 | 114      | 21    |
| Valencia C. F.          | España   | 2023-2024 | 8        | 1     |
| F. C. Arouca            | Portugal | 2024-act. | 18       | 1     |